# تیتو (فیلم)
تیتو (عربی: تيتو) فیلمی در ژانر اکشن است که در سال ۲۰۰۴ منتشر شد. از بازیگران آن می‌توان به احمد السقا، حنان ترک، و عمرو واکد اشاره کرد.